# Les Indiscrétions d'Hercule Poirot
Pour les articles homonymes, voir After the Funeral.
Pour le téléfilm, voir Les Indiscrétions d'Hercule Poirot (téléfilm).
Les Indiscrétions d'Hercule Poirot (titre original : After the Funeral) est un roman policier d'Agatha Christie publié en mars 1953 aux États-Unis sous le titre Funerals are Fatal, et mettant en scène le détective belge Hercule Poirot. Il est publié la même année au Royaume-Uni sous le titre original, et l'année suivante, en 1954, en France.

## Résumé
Richard Abernethie meurt brusquement d'une crise cardiaque. Sa mort n'aurait jamais éveillé les soupçons si sa sœur Cora n'avait dit, après les funérailles : « Mais il a bien été assassiné, n'est-ce pas ? » Le lendemain, elle est retrouvée sauvagement assassinée chez elle, tuée de plusieurs coups de hache assenés sur le crâne. 
Très inquiet par les événements, le notaire de la famille, qui est un vieil ami d'Hercule Poirot, fait appel à lui. Leurs soupçons vont se diriger sur la famille de la victime, surtout quand la dame de compagnie, miss Gilchrist, est victime d'une tentative de meurtre à l'aide d'un gâteau empoisonné.

## Personnages
- Les victimes
  - Richard Abernethie : défunt ayant inspiré le titre anglais du roman.
  - Cora Lansquenet : sœur de Richard (veuve de Pierre Lansquenet).

- Le détective et ses alliés
  - Hercule Poirot, le détective (se dissimulant sous l'identité de M. Pontarlier, représentant du FNUCEREF, institution fictive dont le sigle signifie Fonds des Nations unies pour les Centres de Réfugiés) ;
  - M. Goby : enquêteur rendant des services à Hercule Poirot ;
  - George : valet de chambre d'Hercule Poirot ;
  - Morton : inspecteur de police.

- La famille Abernethie
  - Helen Abernethie : belle-sœur de Richard (veuve de Leo Abertnethie †) ;
  - George Crossfield : neveu de Richard (fils de Laura Abernethie † et Rex Crossfield †) ;
  - Timothy Abernethie : frère de Richard ;
  - Maude Abernethie : épouse de Timothy ;
  - Susan Banks : nièce de Richard (fille de Gordon Abernethie † et de Pamela Johns †) ;
  - Gregory Banks : époux de Susan ;
  - Rosamund Shane : nièce de Richard (fille de Geraldine Abernethie † et d'Anthony Carson †) ;
  - Michael Shane : époux de Rosamund ;

- Autres personnages
  - Lanscombe : majordome d'Enderby Hall ;
  - Marjorie : cuisinière d'Enderby Hall ;
  - Mme Jacks : femme de charge ;
  - M. Entwhistle : notaire de la famille Abernethie ;
  - James Parrott : notaire associé dans l'étude de Mr Entwhistle ;
  - Miss Gilchrist : dame de compagnie de Cora Lansquenet ;
  - Docteur Larraby : médecin de famille ;
  - Alexander Guthrie : ancien ami de Cora Lansquenet.

## Éditions
- (en) Funerals are Fatal, New York, Dodd, Mead and Company, mars 1953, 243 p.
- (en) After the Funeral, Londres, Collins Crime Club, 18 mai 1953, 192 p.
- (en) Muder at the Gallop, Londres, Fontana Books, 1963 (titre alternatif d'une nouvelle édition britannique)
- Les Indiscrétions d'Hercule Poirot  (trad. Yves Massip), Paris, Librairie des Champs-Élysées, coll. « Le Masque » (no 475), 1954, 154 p. (BNF 31945411)
- Les Indiscrétions d'Hercule Poirot (trad. Jean-Marc Mendel), dans : L'Intégrale : Agatha Christie  (trad. de l'anglais, préf. Jacques Baudou), t. 9 : Les années 1949-1953, Paris, Librairie des Champs-Élysées, coll. « Les Intégrales du Masque », 1996, 1214 p. (ISBN 2-7024-2318-3, BNF 35805681)

## Adaptations
- 1963 : Meurtre au galop (Murder at the Gallop), film britannique en noir et blanc de George Pollock. Le personnage d'Hercule Poirot y est remplacé par celui de Miss Marple joué par Margaret Rutherford ;
- 2005 : After the Funeral, feuilleton radiophonique de BBC Radio 4, avec John Moffatt donnant sa voix au détective belge ;
- 2006 : Les Indiscrétions d'Hercule Poirot (After the Funeral), téléfilm de la série britannique Hercule Poirot d'ITV (épisode 10.03), avec David Suchet dans le rôle d'Hercule Poirot. Le titre français de l’adaptation porte mal son nom puisque Poirot mène l'enquête sous sa véritable identité[pas clair].